# 豊予海峡

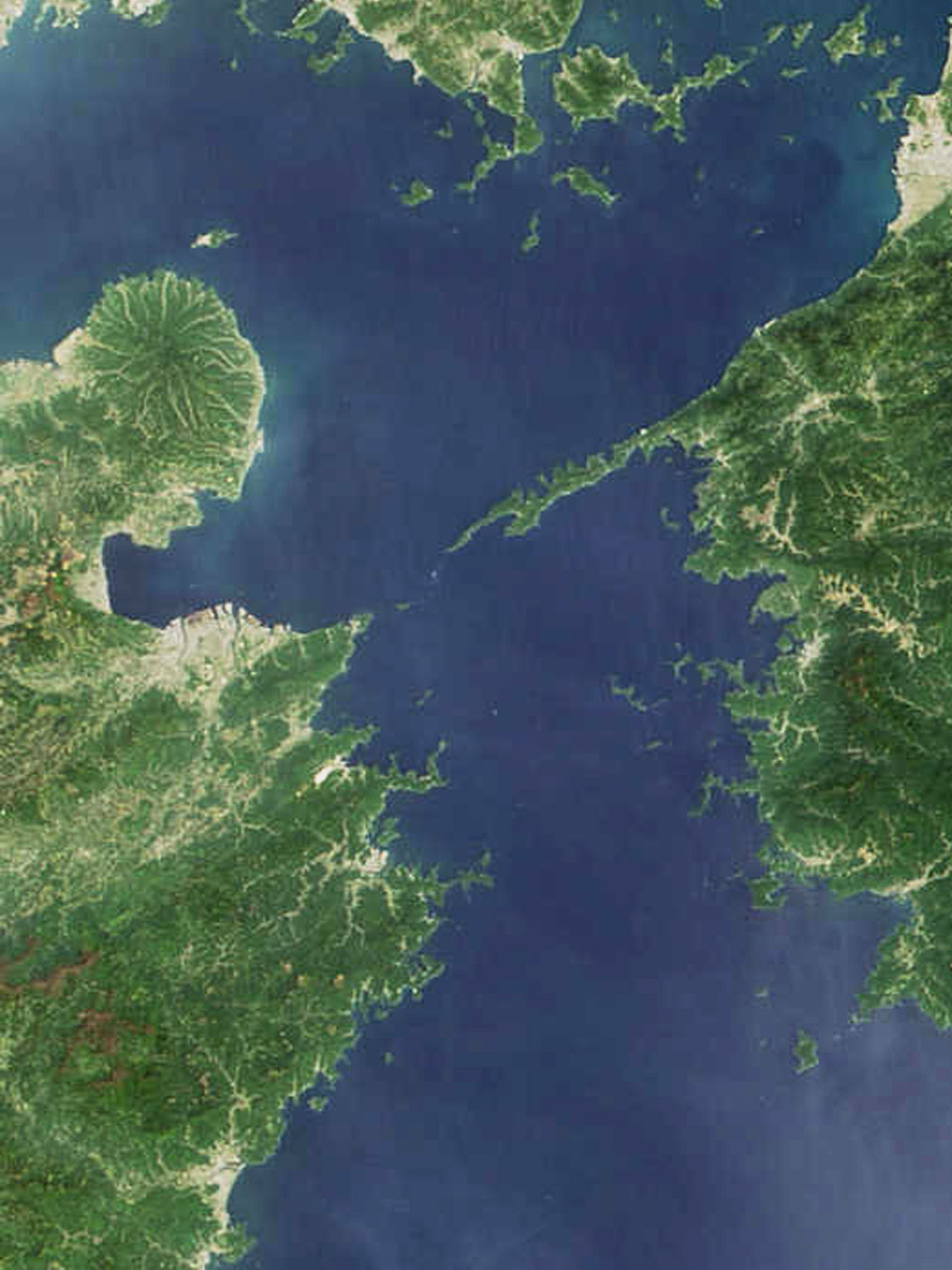
愛媛県佐田岬（右側）と大分県関崎（左側）に挟まれる豊予海峡

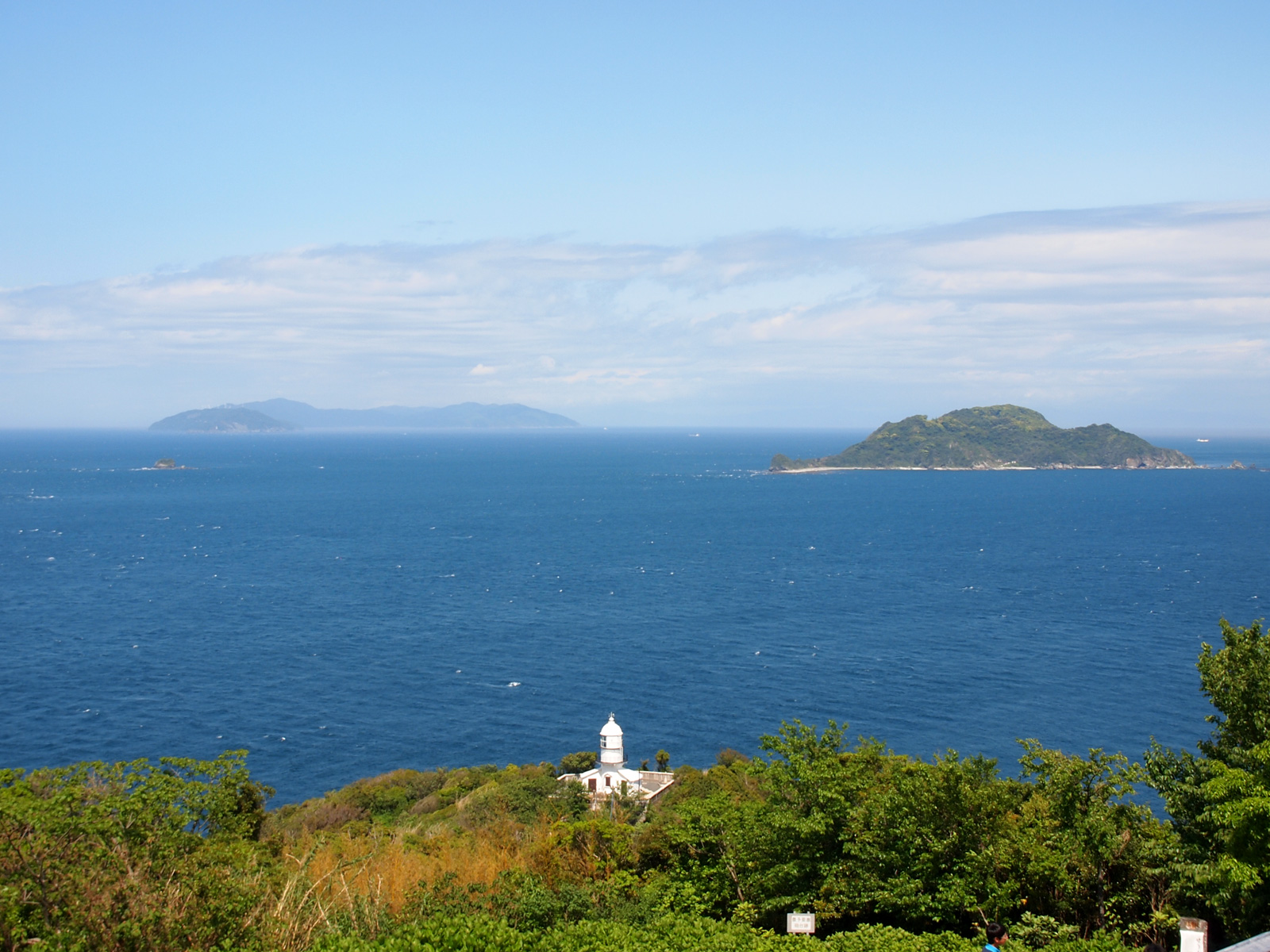
豊予海峡
手前が関崎で左手奥が佐田岬。右手の島は高島

豊予海峡（ほうよかいきょう）は、豊後水道の一部を成す海峡である。

## 名称
海峡の両側に位置する大分県及び愛媛県の旧国名である豊後国及び伊予国から1字ずつ取って豊予海峡と呼ばれる。
「速吸瀬戸（はやすいのせと）」とも呼ばれる。

## 地理
大分県大分市（旧佐賀関町）の関崎と愛媛県伊方町（旧三崎町）の佐田岬によって挟まれる海峡であり、伊予灘との境界にあたる。豊後水道の中で水路が最も狭い部分であり、海峡幅は約14km、最大水深は約195m。
一帯は好漁場として知られており、潮流が速いことから、獲れる魚は身が引き締まり脂がのっており、市場での評価が高い。特に、佐賀関港に水揚げされるアジとサバは、魚自体の品質の高さに、魚を傷めない一本釣りの漁法や面買い、活け締めによる鮮度保持、厳格な品質管理が相まって「関あじ」、「関さば」として全国的に有名な高級魚のブランドとなっている。なお、三崎側で水揚げされたアジやサバは「岬あじ」（はなあじ）、「岬さば」と呼ばれ、より安価で取引される。
また、日本最大の断層である中央構造線が走る。

## 歴史
『古事記』や『日本書紀』においては、神武天皇が東征の途上で速吸門を通ったときに、国つ神の椎根津彦が現れて航路を案内したとの記載があり、この速吸門が豊予海峡のことであると考えられている。ただし、『日本書紀』では経路に地理的整合性があるものの、『古事記』では九州を出て吉備国の高島宮に滞在した後に速吸門を通ったとされており、整合性を欠く。佐賀関には椎根津彦をまつる椎根津彦神社が残っている。

## 交通
佐賀関港と三崎港の間に、国道九四フェリー（国道197号）が運航されている。

### 太平洋新国土軸豊予海峡ルート
豊予海峡は、太平洋新国土軸上に位置しており、四国・九州間を連絡する架橋や海底トンネルなどの交通路（豊予海峡ルート）の建設が構想されている。特に1980年代末頃を中心とした一時期、愛媛・大分両県によって豊予海峡トンネルの建設構想が明示され、テレビで特別番組が放送されたことがあった（南海放送・大分放送『豊予海峡～九四トンネルへの挑戦～』、1989年12月2日放送）。また、海底地質も一部調査された。四国新幹線を建設し、九州側の九州横断新幹線と直通運行する計画もある。
しかし、日本国政府や両県の財政事情、海峡付近の地質構造が障害となり、この構想は棚上げ状態となったままである。広瀬勝貞大分県知事は、就任直後の2003年4月に豊予海峡ルートの事業見直しを明言し、事実上の凍結を表明した。これを受けて、愛媛県側でも推進事業が縮小された。
なお、他の日本国内海峡と比較すると、青函トンネル規模のトンネル建設が必要であるが、都市間距離は青森～函館よりもさらに離れている。